# Szélkakas
A szélkakas olyan szerkezet, amely a szél irányát mutatja. Leginkább építészeti díszítőelemként alkalmazzák az épületek legmagasabb pontjára téve. 
Bár a szélkakasok bizonyos szempontból hasznosak, ugyanakkor leginkább csak díszítő elemei az épületeknek. A szélkakasokat gyakorta valóban a hagyományos kakas formában készítik, ám formavilágának csak a képzelet szabhat határt. A szélkakas feje fölött, vagy éppen alatta gyakran az égtájak felé mutató iránytűket is elhelyeznek, a tűk végén az égtájak kezdőbetűivel megjelölve.

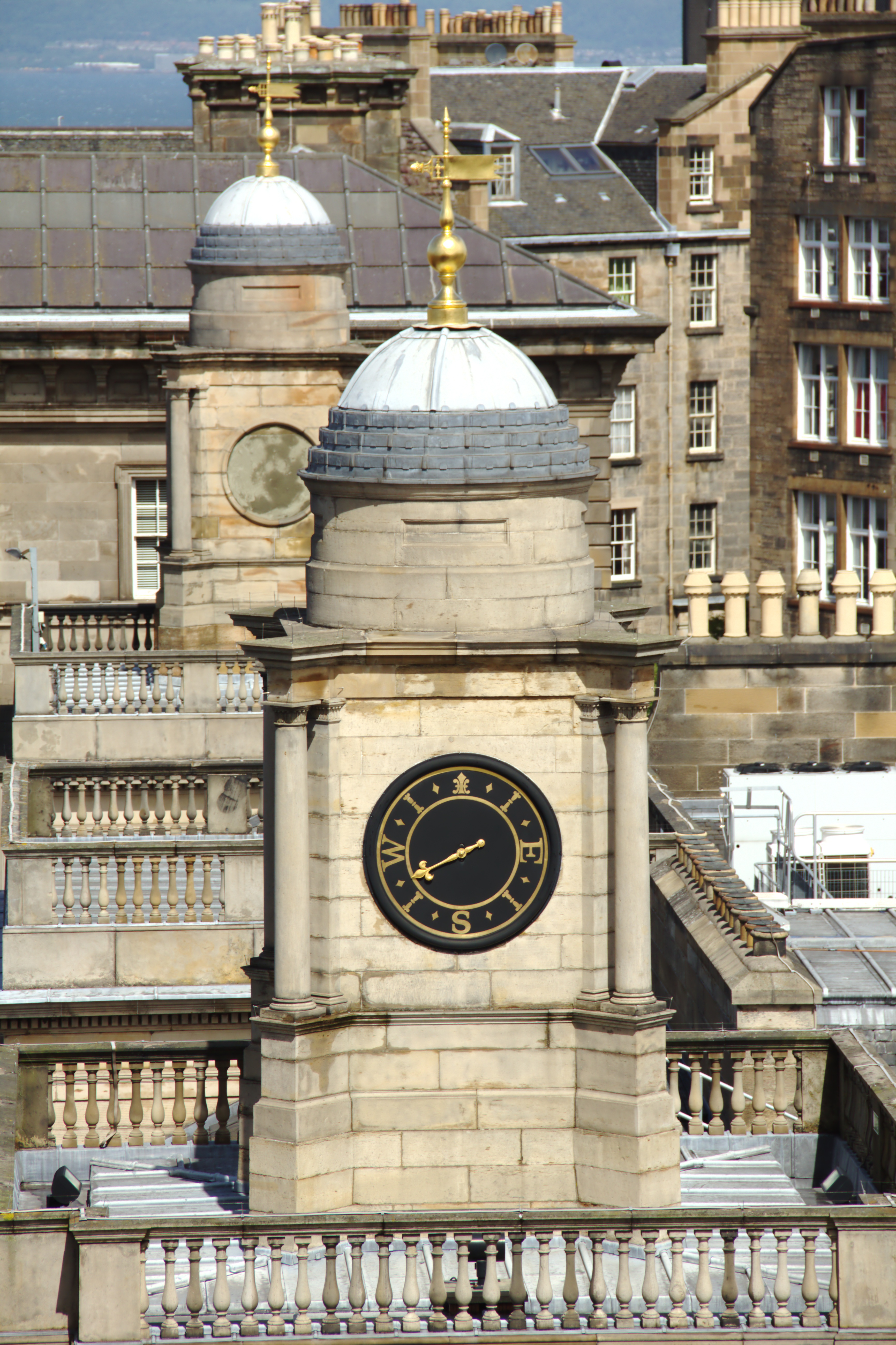
Kettős szélkakas

## Működése

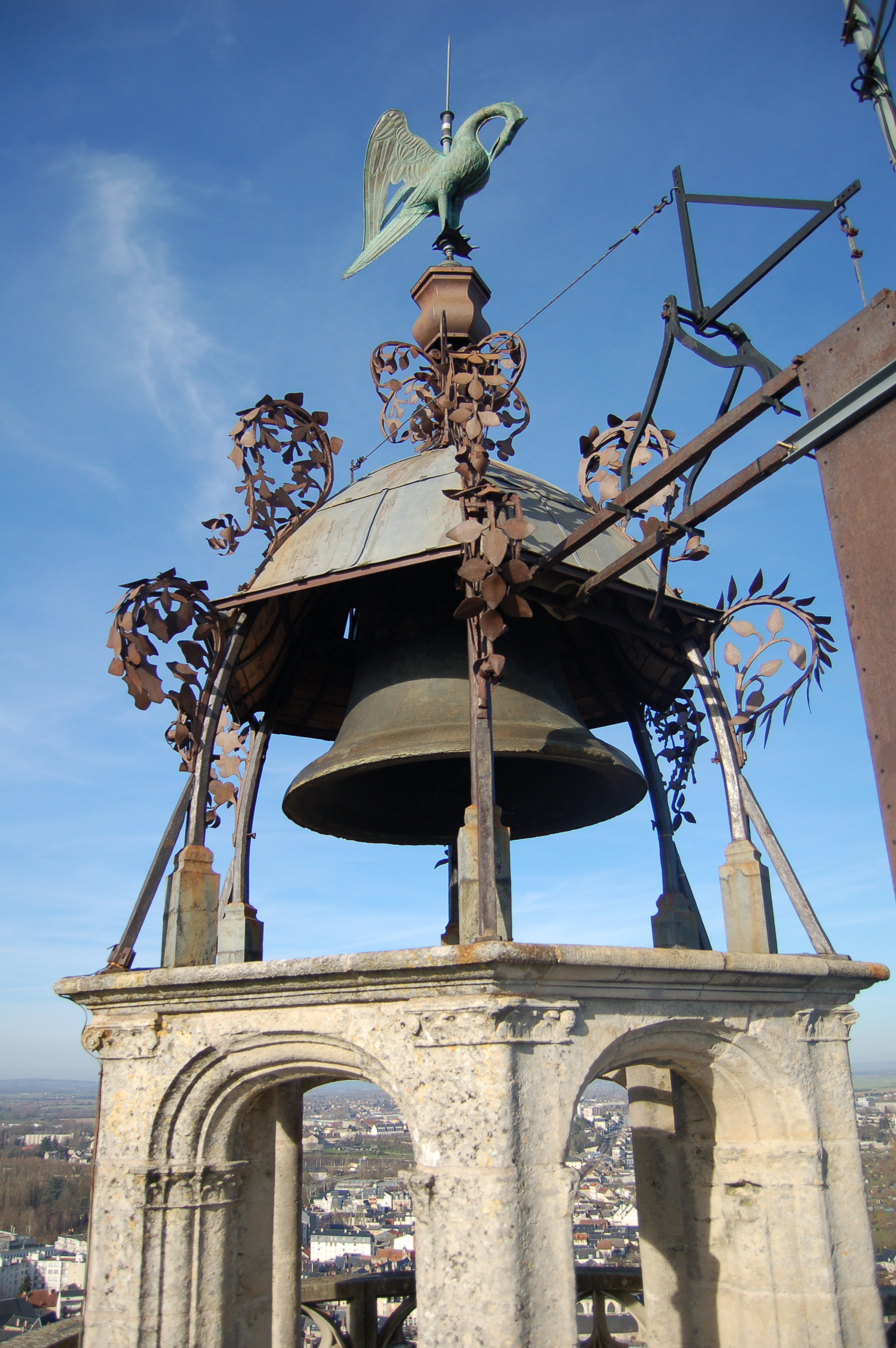
Szélkakas a franciaországi Bourges-ban a Saint-Étienne katedrális tetején

A szélkakas kialakítása, egyenletes súlyelosztással, ám nagymértékben eltérő felülettel a két oldalán, amelynek következtében a szélkakas már a legkisebb fuvallat hatására is könnyedén elfordul oldalirányba. A nagyobb felülettel bíró rész elfordul a szél irányából, ezért a kisebb rész mindig a szél felőli oldalon van, ezért alkalmas a szél irányának meghatározására. Számos szélkakason a könnyebb tájékozódás céljából nyíl jelöli azt az irányt, amerről a szél fúj. Például az északi szél észak felől fúj, a széllel szembe fordulva észleljük legjobban.
Ahhoz, hogy a szélkakas megfelelően tudja mutatni a szél irányát, kellő távolságban kell elhelyezni más épületektől, épületelemektől, illetve fáktól, amelynek formája és anyaga képes a szél irányának torzítására azáltal, hogy turbulenciákat képez maga körül.

## Lásd még

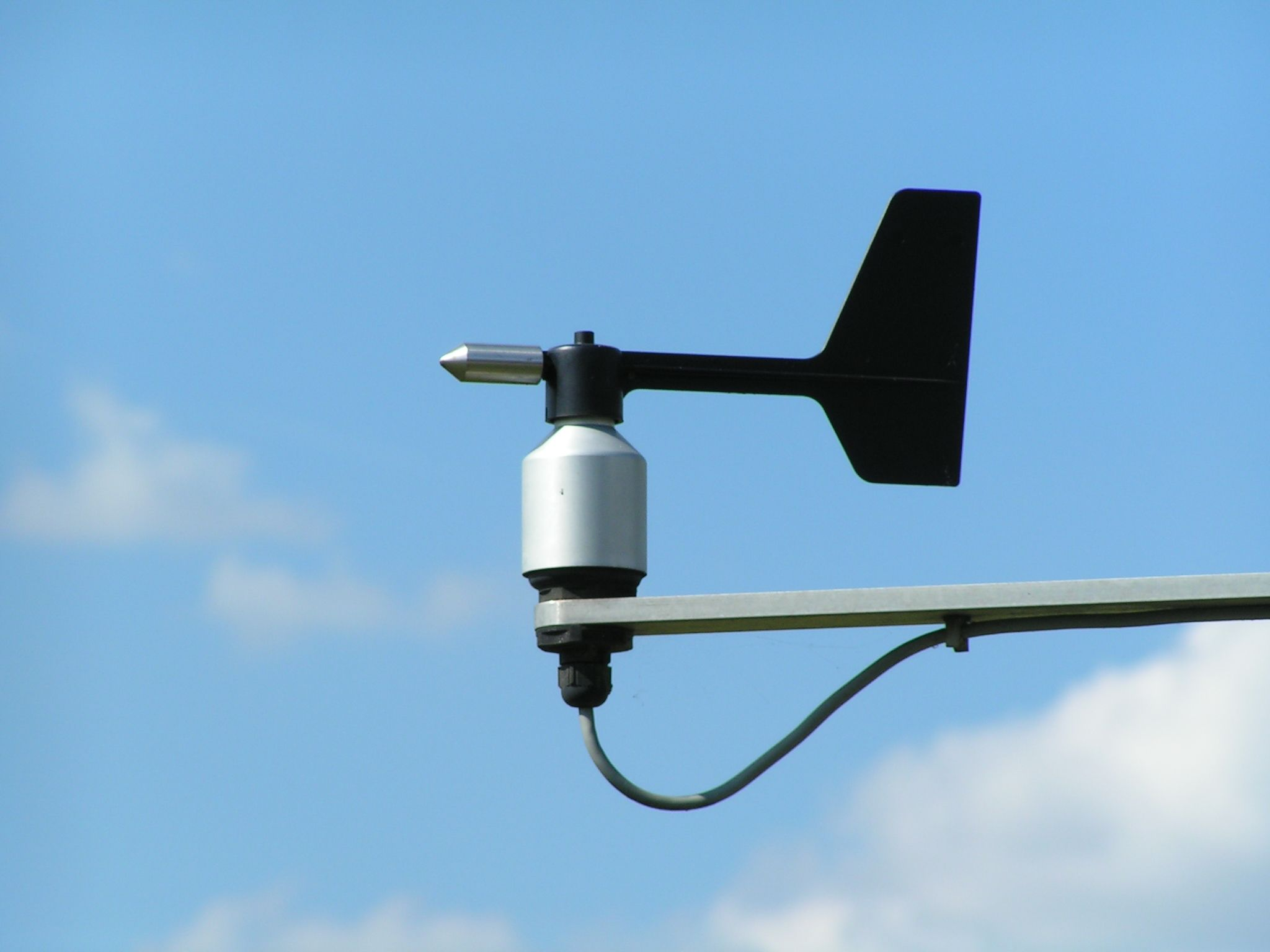
modern szél irány érzékelő, ami elektromos jelet szolgáltat.

- Beaufort-skála
- Pitot-cső
- Savonius-kerék
- Szélmérő
- Szélmalom
- Szélzsák

## Fordítás
Ez a szócikk részben vagy egészben  a   Weather vane című angol Wikipédia-szócikk ezen változatának fordításán alapul.  Az eredeti cikk szerkesztőit annak laptörténete sorolja fel. Ez a jelzés csupán a megfogalmazás eredetét és a szerzői jogokat jelzi, nem szolgál a cikkben szereplő információk forrásmegjelöléseként.